# Xolotl (god)
Xolotl  (uitspraak: [ˈʃolotɬ]) was in de Azteekse mythologie de god met relaties aan zowel de kant van de bliksem als de dood.
Hoewel vaak afgeschilderd met betrekking tot de onderwereld, was Xolotl geen psychopompos in de Westelijke betekenis. Xolotl  hielp in sommige mythen echter wel de doden tijdens hun reis naar het hiernamaals Mictlan.
Xolotl was ook de god van vuur en van pech. Hij was de tweelingbroer van Quetzalcoatl, zij waren de zonen van de maagd Coatlicue. Quetzalcoatl, ook wel "gevederde slang", was de morgenster van Venus en symboliseerde onder andere de goedheid van de mens. Hij bewaakte de zon wanneer deze 's nacht door de onderwereld ging. Hij bracht ook vooruitgang voor de mensheid en vuur uit de onderwereld.
In de kunst werd Xolotl afgeschilderd als een skelet met het hoofd van een hond, of als een monsterlijk dier met omgekeerde voeten. Hij was ook de patroon van het Meso-Amerikaanse balspel. Hij wordt geïdentificeerde als Xocotl, de Azteekse vuurgod.
Xoloitzcuintle is de officiële naam van Mexicaanse haarloze hond (Spaans: Perro Pelón Mexicano), een hondenras endemisch in Midden-Amerika en gaat terug tot de precolumbiaanse tijden. Dit is een van vele inheemse hondenrassen in Amerika en wordt vaak verward met de Peruviaanse haarloze hond. De naam Xoloitzcuintle maakt verwijzing naar Xolotl omdat in de mythologie een van de taken van deze hond was om de doden in hun reis naar de eeuwigheid te begeleiden. Ondanks deze prominente plaats in de mythologie, was het vlees van Xoloitzcuintle een deel van het dieet van enkele oude volkeren in het gebied.